# Giuseppe Da Prato
Giuseppe Da Prato (La Spezia, 23 luglio 1936 – Pisa, 5 ottobre 2023) è stato un matematico italiano.

## Biografia
Laureato con lode alla Sapienza di Roma nel 1960 con Marcello Cini, Giuseppe Da Prato fu professore di analisi matematica nell'ateneo di formazione, poi all'università di Trento e per ben trent'anni alla Normale di Pisa, dove divenne anche preside della classe di scienze e nel 2009 docente emerito. Fu visiting professor in molte università straniere.
Aveva all'attivo quasi 400 pubblicazioni, a partire dal 1961, citate in oltre 25.000 articoli scientifici. Fu autore o coautore di varie monografie, soprattutto sulla teoria del controllo e sulle equazioni differenziali stocastiche. 
Fu socio nazionale dell’Accademia dei Lincei e nel 1969 vinse il Premio Bartolozzi dell’Unione Matematica Italiana per i giovani matematici.
Da Prato è morto nel 2023, lasciando due figlie.